# Ingolf Ellßel
Ingolf Ellßel (* 3. September 1954 in Oberkirch) ist ein deutscher Geistlicher der deutschen Pfingstbewegung und ehemaliger Präses des Bundes Freikirchlicher Pfingstgemeinden (BFP).

## Leben
Ingolf Ellßel begann 1970 eine Lehre im Metallbereich bis 1972. Bis 1974 besuchte er das Wirtschaftsgymnasium, um im Anschluss das Theologische Seminar Beröa in Erzhausen zu besuchen. Dieses schloss er 1979 ab. Von Mai 1979 bis 2014 war er als Pastor in der Gemeindeaufbauarbeit des Christus Centrum Tostedt (CCT) in Tostedt tätig. Seine Ordination zum Pastor erfolgte im November 1980.
Ellßel ist als Sprecher auf internationalen Konferenzen tätig. Von 1996 bis 2008 war er Präses des Bundes Freikirchlicher Pfingstgemeinden und von 2001 bis 2013 Vorsitzender der Europäischen Pfingstbewegung (Pentecostal European Fellowship, PEF). 2004 bis 2016 saß Ellßel im Vorstand der Weltpfingstbewegung (World Pentecostal Fellowship, WPF) und ist seit 2013 Chairman des internationalen Vorstandes der ICEJ Internationalen Christlichen Botschaft Jerusalem.
Ingolf Ellßel ist seit 1976 verheiratet und hat fünf Kinder.